# Tantilla johnsoni
Tantilla johnsoni – gatunek węża z rodziny połozowatych (Colubridae). Znany tylko z jednej lokalizacji w skrajnie południowo-wschodnim Meksyku.

## Systematyka
Węże tego gatunku zaliczają się do rodziny połozowatych, do której zaliczano je od dawna. Starsze źródła również umieszczają Tantilla w tej samej rodzinie Colubridae. Używają jednak dawniejszej polskojęzycznej nazwy wężowate czy też węże właściwe, poza tym Colubridae zaliczają do infrapodrzędu Caenophidia, czyli węży wyższych. W obrębie rodziny rodzaj Tantilla wchodzi w skład podrodziny Colubrinae.

## Rozmieszczenie geograficzne
Połozowaty ten cechuje się niewielkim zasięgiem występowania: spotkano go dotychczas tylko w jego lokalizacji typowej: Meksyku, w stanie Chiapas, w gminie Motozintla, w Musté, choć nie można wykluczyć, że rzeczywisty zasięg jest szerszy. W podanym miejscu w 1968 pozyskano dwa okazy tego zwierzęcia. Nie widziano go nigdy wcześniej. Wedle IUCN jest to skutkiem skrytego trybu życia gada, jak również braku prac prowadzonych w tym obszarze.
Opisana wyżej lokalizacja znajduje się na wysokości około 450 m nad poziomem morza.

## Ekologia, zagrożenia i ochrona
Jego siedlisko stanowią wilgotne lasy u podnóży gór.
Nie zamieszkuje obszarów chronionych, ale też nie wymienia się żadnych zagrożeń dla gatunku.